# Plies
Algernod Lanier Washington, mer känd under artistnamnet Plies, är en amerikansk rappare. 

## Diskografi
- The Real Testament (2007)
- Definition of Real (2008)
- Da REAList (2008)
- Goon Affiliated (2009) med låten Bruh Bruh
- Purple Heart (2016)

## Priser
- BET Hip-Hop Awards
  - 2008: Ringtone of the Year ("Bust It Baby Pt 2") with Ne-Yo (Nominerad)
  - 2008: People's Champ Award ("Bust It Baby Pt 2") with Ne-Yo (Nominerad)
  - 2008: Best Collaboration ("Bust It Baby Pt 2") with Ne-Yo (Nominerad)
- Ozone Awards
  - 2008: Best Rap Album, The Real Testament (Nominerad)
  - 2008: Best Rap/R&B Collaboration, "Bust It Baby Pt. 2" with Ne-Yo (Nominerad)
  - 2008: Club Banger of the Year, "I'm So Hood" with DJ Khaled, Trick Daddy, T-Pain and Rick Ross (Nominerad)